# Angela, 15 ans
Angela, 15 ans (My So-Called Life) est une série télévisée américaine en 19 épisodes de 44 minutes, créée par Winnie Holzman et diffusée entre le 25 août 1994 et le 26 janvier 1995 sur le réseau ABC. La série a ensuite été rediffusée par MTV (c'est le premier programme non-musical que la chaîne a diffusé).
En France, la série a été diffusée entre le 18 novembre 1995 et le 24 mars 1996 sur Jimmy et rediffusée sur France 2. Elle reste inédite dans les autres pays francophones.

## Synopsis
Angela Chase (Claire Danes), 15 ans est une lycéenne de la banlieue de Pittsburgh. Comme la plupart des adolescents, elle est en crise d'identité et en conflit avec ses parents. Elle s'interroge sur sa vie, sur ses interactions avec ses amis, sa famille et connaît ses premiers émois amoureux. Elle nous fait découvrir son monde difficile aussi à travers des thématiques sociétales telles que : l'alcoolisme, l'usage de drogue, la sexualité, la maltraitance, l'homophobie, ainsi que la violence scolaire. Poétique et engagée cette série culte des années 1990 traite avec finesse de la difficulté de grandir et de vieillir, autant pour les adolescents que pour les adultes.

## Distribution

### Acteurs principaux
- Claire Danes (VF : Sylvie Jacob) : Angela Chase
- Bess Armstrong (VF : Françoise Cadol) : Patty Chase
- Tom Irwin (VF : Alain Courivaud) : Graham Chase
- A.J. Langer (VF : Barbara Delsol) : Rayanne Graff
- Jared Leto (VF : Tony Marot) : Jordan Catalano
- Devon Gummersall (VF : Yann Le Madic) : Brian Krakow
- Devon Odessa (de) (VF : Chantal Macé) : Sharon Cherski
- Wilson Cruz (VF : Emmanuel Garijo) : Enrique « Rickie » Vasquez
- Lisa Wilhoit (de) (VF : Chantal Macé) : Danielle Chase

### Acteurs secondaires
- Barbara Bain : Vivian Wood
- Johnny Green (VF : Damien Boisseau) : Kyle Vinnovich
- Patti D'Arbanville (VF : Régine Teyssot) : Amber Vallon
- Jeff Perry (VF : Daniel Kenigsberg) : Richard Katimski
- Lisa Waltz (VF : Nathalie Regnier) : Hallie Lowenthal
- Senta Moses (en) : Delia Fisher
- Winnie Holzman (en) : Cathy Kryzanowski
- Danton Stone (en) : Neil Chase
- Stanley DeSantis (en) : M. Demitri
- Shannon Leto : Shane
- Margaret Nagle (en) : Mlle Chavatal
- Adam Biesk : Corey Halfrick
- Karen Malina White (en) : Abyssinia Churchill
- Lackey Bevis (pt) : Rhonda
- Liza del Mundo (en) : Iris
- Venus DeMilo Thomas (af) : Lydia
- Paul Dooley : Chuck Wood
- Bennet Guillory : M. Foster
- Shar Jackson : Crystal

 Source et légende : version française (VF) sur RS Doublage

## Production

### Développement
À l'époque où Winnie Holzman commence à réfléchir à Angela, 15 ans, la scénariste n'écrit pas encore beaucoup pour la télévision. Elle développe le scénario du pilote après avoir passé un peu de temps à la Fairfax High School, à Los Angeles en tant que professeur extérieure (par l'intermédiaire d'un programme de la « Writers Guild of America »).
Winnie Holzman fait lire son scénario aux producteurs Zwick et Herskovitz. Ceux-ci sont agréablement surpris par la qualité du script et commencent très vite à travailler avec la scénariste pour développer la série. Les producteurs avaient créé la série télévisée « Family (en) » dans les années 1970, dont le personnage principal était une jeune fille jouée par Kristy McNichol ; ils estiment que d'une certaine manière, Angela Chase est la « descendante spirituelle » de ce personnage et cette possibilité de faire à nouveau un portrait réaliste d'une jeune fille ordinaire les décide à s'engager dans le projet.

### Casting
Alicia Silverstone est une des premières actrices auxquelles les producteurs font appel pour auditionner pour le rôle d'Angela. Elle n'est pas retenue parce qu'elle paraît trop lisse et fait montre d'une trop grande confiance pour jouer un personnage censé être en proie au doute et à l'anxiété. Les directeurs de casting repèrent Claire Danes dans le petit rôle qu'elle joue dans New York, police judiciaire et la convoquent à une audition alors qu'elle est de passage à Los Angeles pour espérer décrocher un rôle dans un film de Steven Spielberg. Les producteurs sont immédiatement séduits par l'interprétation de Claire Danes et lui attribue le rôle-titre de la série.
Les producteurs sont cependant confrontés au problème du jeune âge de l'actrice, qui n'a alors que 16 ans et n'a pas le droit de travailler aussi longtemps qu'une adulte. À l'époque, pour éviter ce problème, ce sont surtout des acteurs de plus de 18 ans qui jouent des adolescents. Les producteurs décident tout de même d'engager Claire Danes et s'adaptent au temps limité de travail de l'actrice en développant les personnages secondaires à l'écran, créant ainsi une structure narrative plus riche. Ils s'accordent sur une formule en quatre parties, dans laquelle au moins deux scènes clés de l'épisode se déroulent sans Angela.
Jared Leto n'est engagé au départ que pour le pilote, mais son jeu impressionne les producteurs, qui décident de faire de Jordan Catalano un personnage récurrent.

## Épisodes
1. Ma nouvelle amie (Pilot)
2. Vous dansez, Monsieur ? (Dancing in the Dark)
3. Bruits de couloir (Guns and Gossip)
4. À la recherche du père idéal (Father Figures)
5. Un vilain bouton (The Zit)
6. Le Remplaçant (The Substitute)
7. Premier chagrin d'amour (Why Jordan Can't Read)
8. Opération à cœur ouvert (Strangers in the House)
9. Halloween (Halloween)
10. C'est la fête ! (Other People's Mothers)
11. La Vie de Brian (Life of Brian)
12. L'Amour à toutes les sauces (Self-Esteem)
13. Un garçon impatient (Pressure)
14. Régime sec (On the Wagon)
15. Un ange passe (So-Called Angels)
16. Les Bonnes Résolutions (Resolutions)
17. Trahison en vidéo (Betrayal)
18. Un week-end attachant (Weekend)
19. La Lettre (In Dreams Begin Responsibilities)

## Personnages
- Angela Chase : Comme la plupart des adolescents, Angela est à la recherche de son identité. Pour la trouver, elle s'éloigne de son passé en rejetant ses parents, Patty et Graham, et ses amis d'enfance, Sharon Cherski et Brian Krakow. Pour remplacer ces derniers, elle se lie d'amitié avec Rayanne Graff et Rickie Vasquez. Angela s'affirme également en changeant d'apparence extérieure (elle se teint les cheveux au tout début de la série).
- Patty Chase : mère d'Angela, Patty est pourtant une figure maternelle autoritaire. D'un caractère opiniâtre, elle fait vivre sa famille et emploie même son mari, au début de la série. Tout au long du show, Patty tente désespérément de comprendre ce qui se passe dans sa famille, aussi bien du côté d'Angela, qu'elle a peur de perdre, que de celui de son mari, qui traverse également une crise d'identité.
- Graham Chase : le père d'Angela est d'un tempérament beaucoup plus doux que sa femme, mais aussi bien plus insaisissable. Il réalise ses rêves en abandonnant le poste qu'il occupait dans l'entreprise de Patty et en prenant des cours de cuisine, qui le mèneront à un projet d'ouverture de restaurant.
- Danielle Chase : petite sœur d'Angela, Danielle est le personnage « invisible » de la série. Elle est rarement au centre des épisodes et ni sa sœur ni ses parents ne lui prêtent une importance excessive... Bref, elle est là sans qu'on la remarque et sa présence tranquille contraste avec les difficultés qu'endurent les Chase avec leur fille aînée. De plus, Danielle est très amoureuse de Brian Krakow et elle est absolument fascinée par sa sœur et ses amis.
- Vivian Wood : la grand-mère maternelle d'Angela, elle est pour cette dernière un renfort affectif et rassurant face à ses parents.
- Rayanne Graff : la nouvelle meilleure amie d'Angela est parfois sauvage, imprévisible et irresponsable. Fille unique d'une ancienne alcoolique aujourd'hui mère célibataire, Rayanne a déjà, malgré son jeune âge, une vie sexuelle très active et de sérieux problèmes de boisson. Bref, par bien des côtés, Rayanne est l'exacte opposée de la très sage Angela. Pourtant, malgré son apparente insouciance, Rayanne tient énormément à l'amitié d'Angela et supporte mal de la décevoir.
- Enrique « Rickie » Vasquez : d'abord meilleur ami de Rayanne, Rickie devient l'ami d'Angela. Tout à la fois doux, poli, excentrique et secret, ce jeune homosexuel traverse de graves difficultés familiales puisque, orphelin, il est régulièrement cherché par son oncle et que celui-ci finit même par Angela, qui emporte un pistolet à flammes, de coincer Rickie. Dans les derniers épisodes, Rickie trouve coincé dans le tunnel et trouve cependant une certaine sécurité grâce à la protection matérielle et morale que lui offre son professeur d'anglais, M. Richard Katimski. Rickie devient par ailleurs l'ami de Brian.
- Jordan Catalano : Jordan, garçon séduisant et mystérieux mais également peu bavard et presque illettré, il mérite littéralement Angela et celle-ci cherche par tous les moyens à attirer son attention. Les deux personnages finissent évidemment par sortir ensemble mais leur relation est chaotique, même si les sentiments de Jordan pour Angela deviennent de plus en plus clairs au fil des épisodes.
- Brian Krakow : Meilleur élève de Liberty High, Brian est passionné de photographie, de science et de littérature. Cependant, c'est également un adolescent conformiste, solitaire et parfois extrêmement égoïste... Voisin et ami d'enfance d'Angela, il est depuis toujours amoureux d'elle et cherche désespérément à capter son attention. Mais, mis à l'écart, il doit le plus souvent se contenter de l'observer changer. Soutien serviable et discret auquel les autres personnages font généralement appel lorsqu'ils ont besoin de lui, c'est à la fin de la série que Brian se révèle vraiment. Ajoutons que la voix intérieure de Brian narre le onzième épisode (La Vie de Brian), ce qui nous permet d'apprendre beaucoup de choses sur la véritable personnalité du personnage.
- Sharon Cherski : Sharon est l'amie d'enfance d'Angela mais celle-ci s'en éloigne au début de la série et la remplace par Rayanne. Du point de vue d'Angela, Sharon, dont la mère est également la meilleure amie de Patty, représente un univers étouffant de conventions et d'ennuie tandis que Rayanne symbolise pour elle liberté et inattendu... Mais, en réalité, Angela et les autres personnages de la série se trompent lorsqu'ils pensent que la vie de Sharon est dénuée de toute passion. Sharon est sans doute aussi délurée que Rayanne, mais elle a peur de le montrer. Sharon est quand même assez conventionnelle et centrée sur ses études. Elle participe ainsi à de nombreuses activités scolaires, dont l'annuaire du lycée. Pendant la série, la jeune fille devient sexuellement active mais la relation qu'elle noue avec Kyle, son petit ami footballeur, n'est pas sans tumulte. Ajoutons qu'à la fin de la série, Sharon se comporte en véritable amie avec Rayanne Graff, ce qui est pour le moins inattendu étant donné les conditions de leur rencontre.
- Tino : Personnage récurrent et pourtant invisible, Tino est un ami de Jordan et une relation de Rayanne. Tout au long de la série, chacun des principaux personnages adolescents fait au moins une fois référence à lui et on sait qu'au moins une fête qui a lieu à l'écran a été organisée par lui... Tino est également le leader du groupe de musique de Jordan Catalano, Les Embryons congelés (appelé ensuite Résidu).

## Récompense
- Golden Globe 1995 : Meilleure actrice dans une série dramatique pour Claire Danes.

## DVD
Sortie en 6 DVD dans un coffret de l'intégrale le 3 décembre 2008 chez l'éditeur Free Dolphin Entertainment (avec un livret de 32 pages).

## Autour de la série
La série, acclamée par la critique, a duré peu de temps et s'est terminée par un cliffhanger qui laissait espérer la venue d'une autre saison. Cependant, seuls 19 épisodes ont été produits et la série s'est achevée le 15 mai 1995, à la fois à cause de son faible taux d'audimat et du refus, exprimé dans les coulisses, de l'actrice Claire Danes de participer à une seconde saison. Malgré tout, de nombreux fans ont souhaité la poursuite de la série, tout spécialement à cause de la nature du cliffhanger du dernier épisode.
Angela, 15 ans a mis en scène des situations qui étaient rarement mentionnées dans les séries familiales du milieu des années 1990 : l'homophobie, l'alcoolisme adolescent, l'adultère, la violence à l'école, l'homoparentalité, la censure ou l'usage de drogues, entre autres. Et tandis que de nombreuses productions se sont contentées de développer ces thèmes dans un seul épisode, ils font partie intégrante du monde d’Angela, 15 ans. Le titre original de la série lui-même (My So-Called Life, autrement dit « Ma soi-disant vie ») met en relief la sensation de vide que ressentent beaucoup d'adolescents et en fait donc la trame centrale de l'histoire. Contrairement à des séries comme Parker Lewis ne perd jamais et Sauvés par le gong ou des films comme La Folle Journée de Ferris Bueller, Angela dépeint une adolescence difficile et confuse…
Angela, 15 ans a été perçue comme une série pour adolescents mais, en réalité, le style de la série n'adhère pas totalement aux règles de ce genre. D'ailleurs, la série a clairement eu une audience beaucoup plus diverse que le seul public adolescent et sa créatrice, Winnie Holzman, ne l'a pas dirigée pour qu'elle entre dans cette seule catégorie. Elle a ainsi déclaré : « même s'il a souvent été perçu comme une série pour adolescents, je ne l'ai jamais regardé comme tel. Je ne l'écrivais pas dans cette direction. »